# Washington, Illinois
Washington là một thành phố thuộc quận Tazewell, tiểu bang Illinois, Hoa Kỳ. Năm 2010, dân số của thành phố này là 15134 người.

## Dân số
Dân số qua các năm:
- Năm 2000: 10841 người.
- Năm 2010: 15134 người.